# 日比谷公園
日比谷公園（ひびやこうえん）は、東京都千代田区に所在する公園、および同公園を町域とする千代田区の町名である。郵便番号は100-0012。
公園としては日本初の近代的洋風公園である。東京都建設局が所管する都立公園であり、東京都公園協会に管理を委託している。2007年（平成19年）には景観法の景観重要公共施設（景観重要都市公園）に指定された。

## 概要
日比谷の地名を冠する施設・エリアの一つである（住所については「日比谷公園（町名）」で後述）。霞が関、有楽町、内幸町と隣接し、銀座にも近い。日比谷公園東側の日比谷通り一帯が「日比谷」と呼ばれる（行政の住所上は有楽町・内幸町）。
総合公園としては「都立日比谷公園」と称する。都市計画上は北の丸公園、皇居外苑、日比谷公園などを合わせて「東京都市計画公園第9・6・6号中央公園」となっている（計画面積176.2ha）。この都市計画中央公園の区域のうち、東京都では皇居外縁南東部の約16haに都立日比谷公園を開設している。
公園面積は161,636.66 ㎡である（2021年12月1日現在）。東京ドーム（1.3ヘクタール）と並んで、かつては「日比谷公園何個分」など、敷地面積の尺度とされることが多かった（例：バチカン市国は日比谷公園3個分）。
自然環境としては、芝生や樹林地、池などに身近な生物が見られ、皇居以外に自然植生の少ない千代田区において貴重な自然的環境の空間となっている。
社会的環境としては、北側に日比谷濠を挟んで皇居前広場、西側に中央官庁街、東側や南側は主にビジネス街である。
日比谷公園ガーデニングショーを始めとし、各種物産、文化・音楽、園芸、鉄道、スポーツなどのイベントや展示も多く開かれる。テレビドラマの撮影地として使用されることも多い。
霞が関にある東京地方裁判所の公判傍聴希望者殺到が予想される場合、傍聴席の抽選は庁舎近くの日比谷公園で実施されている。
心字池ではカルガモやカイツブリや冬になるとハシビロガモ等の水鳥が見られる。

## 園内
園内の主要な施設として、市政会館および日比谷公会堂、野音の聖地である大小の野外音楽堂、日比谷図書文化館（旧：東京都立日比谷図書館）、「緑と水の市民カレッジ」、レストラン＆結婚式場『日比谷パレス（旧：結婚式場 高柳亭）』、貸切結婚式場フェリーチェガーデン日比谷（旧公園資料館）、テニスコート、松本楼、売店などがある。また園内に生える多くの樹木と大小の花壇が、四季折々の花と緑で都市生活者や観光客の目を楽しませている。
首かけイチョウ
園内にある推定樹齢 400 年、幹回り 650cmのイチョウ。1901年（明治34年）の日比谷通りの拡張工事では伐採されることになっていたが、公園の主設計者である本多静六が「私の首を賭けても移植する」として園内に移された。
日比谷見附跡
江戸城の名残りを公園設計に取り入れ、日比谷見附跡や堀を利用した心字池などがある。
ハナミズキ
アメリカへ贈られポトマック河畔に植えられたサクラの返礼としてハナミズキが贈呈され、日比谷公園などに植えられた（日比谷公園内の樹は後継樹）。
記念碑・彫刻
各種の記念碑や彫刻、米国から贈られた自由の鐘などがある。
ホセ・リサール像（フィリピンの独立運動家）、ルーパ・ロマーナ（ローマの狼、ローマの建国神話でロームルスとレムスを育てたとされる）、ルーン石碑に模した「古代スカンジナビア碑」、南極の石など各種の記念碑・物が寄贈されている。
東京都地域防災計画により、地区内残留地区（全域）、災害時臨時離着陸場候補地（第二花壇）、一時滞在施設（緑と水の市民カレッジ）などに指定されている。また、千代田区地域防災計画により北西側エリアは災害時退避場所になっている。公園内には災害用給水槽（有効水量1,500立方メートル）が設置されている。定水位弁による引き入れと循環ポンプによる引き出しで、給水槽内の水は常に新鮮な状態に保たれている。応急給水口が用意され、震災時は清廉な水道水を無償で給水する。

## 歴史

### 公園計画
官庁集中計画においては日比谷ヶ原にも官庁の建設が予定されたが、元々日比谷入江だったため地盤が悪く、大掛かりな建物の建設には不向きと判断された。同年11月、内務省東京市区改正委員会において古市公威と芳野世経により公園地としての利用が提案され、翌年には日比谷公園を第一とする第四十九までの公園の整備を盛り込んだ市区改正が告示された。
日本の公園制度は1873年（明治6年）の太政官布達第16号に遡るが、上野公園・芝公園など寺社境内の公園化が中心で、日本人で一から新しく公園を造るのは全く初めての試みだった。1893年（明治26年）に東京市が軍から払下げを受け、告示第六号により跡地は正式に日比谷公園と命名された。
同年に東京市により設計案が出されたが内部検討に終わり、更に1894年（明治27年）6月の日本園芸会が小平義近による甲乙案、田中芳男による丙案という三案を提出したが、採用されなかった。1897年（明治30年）に公園改良取調委員会が設置され、1898年（明治31年）の長岡安平による案が、1899年（明治32年）8月の辰野金吾による案が検討されたが、いずれも採用されなかった。

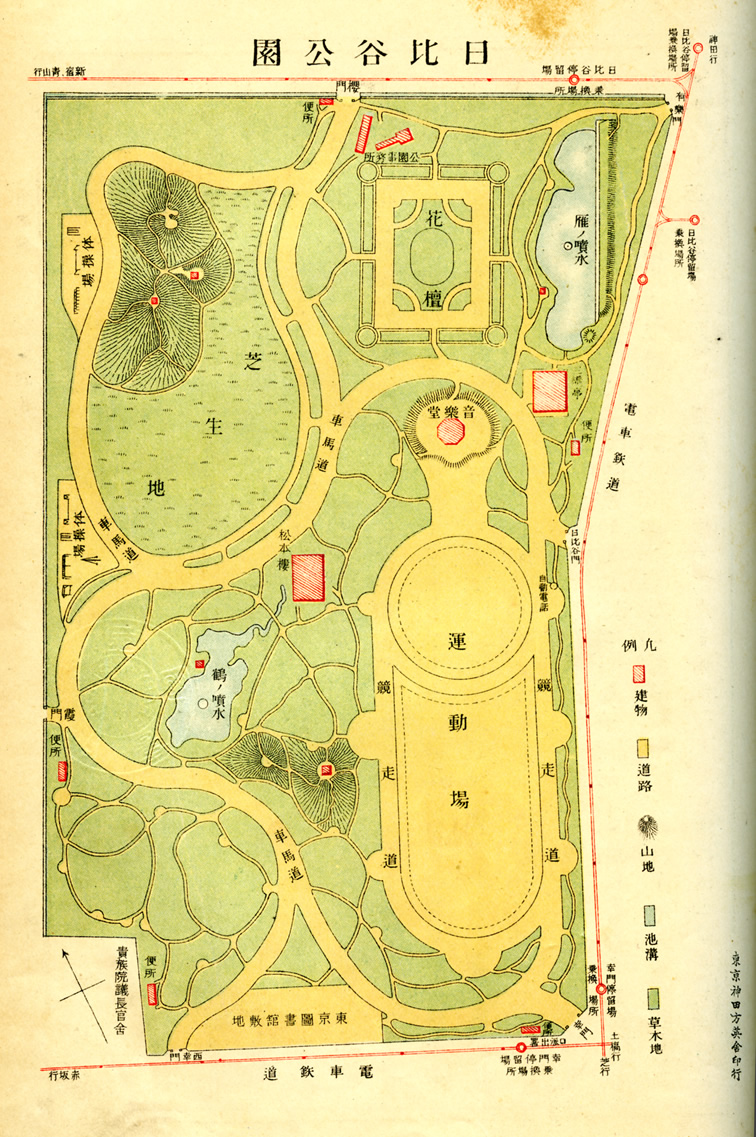
1907年発行の『東京案内』より

1900年（明治33年）に東京市吏員5名が案を提出するが、またしても不採用だった。その後1901年（明治34年）、辰野金吾により本多静六が推挙され、石黒忠悳、福羽逸人、小沢圭次郎等とともに日比谷公園造園委員会が設置され、結局、造園委員でもありドイツ留学を終えたばかりの本多を中心として立案することとなった。本多は留学経験を生かしてドイツ式庭園を目指した一方で、江戸城に連なっていた堀を埋め立てる際に一部を心字池として埋め残し、日本的な要素も残した。心字池ではかつての石垣の一部を今でも見ることができる。ついにこの案が採用となり、本郷高徳により図面が起こされ、1902年（明治35年）4月に着工。翌年6月1日に仮開園を迎えた。

### 開園後
早くも開園と同年に洋風喫茶店松本楼、和風喫茶店三橋亭（後のパークセンター）、結婚式場高柳亭（現・日比谷パレス）、洋風レストラン麒麟亭（現・レストランなんぶ）、植木屋などが出店し、戦後も営業する店舗の多くが出揃っている。日露戦争に勝利すると、献木が盛んとなり、樹木が充実した。
1905年（明治38年）8月、野外音楽堂が竣工（現在の野外小音楽堂に位置）。1923年（大正12年）7月に野外大音楽堂が完成した。
園内の花や樹木を盗まれることが多かったため、開園後2か月で深夜開放が禁止された。
開園後には、日露戦争祝賀会や西園寺公望、山本五十六など政府・軍要人の国葬や大隈重信の国民葬の開催場所として政府などに積極的に活用された一方で、大正デモクラシーの中、東京市電賃上げ反対運動や普通選挙運動、シーメンス事件に対する第2次山本内閣弾劾国民大会など、民衆による社会運動の拠点ともなった。日露戦争の講和条約であるポーツマス条約に対する日比谷焼打事件など、暴動に発展する事件も多々起こった。
1908年（明治41年）7月11日『読売新聞』には「昨今夜の日比谷公園、堕落男女の野合場と化す。毎夜密行巡査十数人、醜行取締りに出動」とある。
同年日本統治下の台湾に初の近代的公園として日比谷公園を模した新公園（台北公園）が作られた。
1921年（大正10年）11月26日、第1回全国蹴球選手権大会（天皇杯 JFA 全日本サッカー選手権大会の源流）の決勝戦が開催。

### 関東大震災
1923年（大正12年）の関東大震災では日比谷公園も被災し、小音楽堂が倒壊、松本楼が焼失した。一方で、直前に建てられた大音楽堂は倒壊を免れた。
公園内には三井財閥が寄贈した罹災者を収容するバラック（仮設住宅の一種）が建ち144軒に身を寄せた。被災者遺体の仮埋葬も行われた。仮設住宅は翌年に撤去された。

### 戦前・戦中
1940年（昭和15年）12月5日、西園寺公望の国葬が行われる。
太平洋戦争下の1942年（昭和17年）、日比谷公園は軍用地となった。真鍮製の外柵は金属供出に出され、松本楼は海軍省将校宿舎として利用された。食糧難のため、花壇ではジャガイモが栽培された。

### 戦後
戦後、日比谷第一生命ビルの近くで軍用地でもあった日比谷公園は、日本を占領した連合国軍最高司令官総司令部 (GHQ) の接収を受け「Doolittle Field（ドーリットル・フィールド）」と名づけられ、松本楼は米軍宿舎として利用された。
一方で接収期間中の1945年（昭和20年）11月1日には、餓死対策国民大会も開催された。
1951年（昭和26年）接収が解け、再整備が始まった。

### 2000年代以降
2003年（平成15年）には日比谷公園100周年記念事業が開催された。その一環で2003年から2008年にかけてベンチの背もたれのプレートに寄付者のメッセージを刻んだ「思い出ベンチ」が設置された。
2021年（令和3年）7月に東京都は「都立日比谷公園再生整備計画」を策定。第2花壇周辺では段差や柵を取り払い、誰でも自由に入れる芝庭広場にすることになった。再整備に伴い公園内に設置されていた「思い出ベンチ」202基（老朽化により工事前に撤去されていた1基を除く）は撤去されることになった。

### 沿革史
- 1950年（昭和25年）、東京都知事・安井誠一郎の要請により帝国ホテル内の植木屋芳梅園が日比谷公園に出店し、日比谷花壇となった。
- 1954年（昭和29年）11月 - 大音楽堂を復旧[1]。
- 1957年（昭和32年）10月 - 日比谷図書館を再建[1]。
- 1961年（昭和36年）9月 - 大広場に噴水とテラス付沈床芝生園が完成[1]。
- 1971年（昭和46年） - 沖縄返還運動により松本楼が全焼。1973年（昭和48年）に再建された。
- 1982年（昭和57年） - 児童園とプールが廃止されて健康運動広場となる。
- 1983年（昭和58年）6月 - 小音楽堂が建替えられる[1]。
- 2011年（平成23年）7月1日、東京都から千代田区へ移管された日比谷図書館が、「日比谷図書文化館」として開館した。
- 2018年（平成30年）
  - 11月23日、ランニングの拠点と飲食店を併設した「スポーツステーション＆カフェ」が開館[18]。
  - 12月26日、都は、2033年の開園130周年に向け、「グランドデザイン」を発表。設備の老朽化が進んだため学識経験者らによる検討会で活用策を議論。公会堂の改修、野外音楽堂の建替え、皇居周辺との連携などを検討する[19]。
- 2021年（令和3年）7月 - 「都立日比谷公園再生整備計画」を策定[17]。

## ギャラリー
- 公園中央の大噴水（2009年3月撮影）
- 日比谷 松本楼（2009年3月撮影）
- 推定樹齢400年の「首かけイチョウ」
- 日比谷パレス（2009年3月撮影）
- 日比谷花壇
- 花壇
- 日比谷公会堂
- かつての東京都立日比谷図書館
- 雲形池と鶴の噴水（2018年3月撮影）
- 雲形池前の藤棚

## イベント・事件など
- 1905年9月5日 - ポーツマス条約による講和に反対する決起集会が開催される。日比谷焼打事件へ発展。
- 1923年9月 - 関東大震災発生後、避難場所となり仮設住宅や救護所などが建設された。公園の一角では、火葬しきれない遺体の仮埋葬も行われ、後日、東京都慰霊堂などへ弔われた。
- 1942年2月18日 - 大東亜戦争戦捷第1次祝賀国民大会が開催。日本軍がシンガポールを陥落させたことを受けてのもの[20]。以後、戦時イベントが相次ぐ。
- 1945年11月1日 - 餓死対策国民大会が開催される。主食としてコメ3合の配給を求めるもの。
- 1960年6月3日 - 公園地下に日比谷自動車駐車場が竣工される[21]。
- 1971年11月19日 - 沖縄返還協定反対デモが開催される。園内の松本楼が火炎瓶により放火され焼失。
- 2003年10月 - 日比谷公園開園100周年を記念して、｢第1回日比谷公園ガーデニングショー2003」が開催された。以降、毎年10月下旬に日比谷公園ガーデニングショーが開催され、日本のガーデニング、環境・緑化、花と緑の街づくりを代表する恒例イベントとして定着している。2022年は10月22日(土）から30日（日）まで開催予定。（下記公式HP参照）
- 2006年 - 2008年の3年間、毎年11月にニッポン放送のイベント「ニッポン放送 THEラジオパーク in 日比谷」が園内貸し切りで行われていた。2009年は予算削減のため中止。2010年からは5月に行われる。2011年は東日本大震災により電力不足を考慮し中止。2012年は4月29・30日、2013年は4月27・28日に行われた
- 2007年12月21日から2008年1月1日朝まで - イルミネーションイベント「TOKYO FANTASIA 2007」が開催された。クリスマスツリーの高さは約42メートルであった。
- 「全日本自動車ショウ」（現: 東京モーターショー）が開催されたことがある。また1995年以降は、「鉄道の日」イベント[22]の第2回以降の本会場となっている。
- 2008年12月末 - リーマン・ショック後のいわゆる「派遣切り」によって派遣先から契約解除・解雇され、寮などの住居を失った元派遣社員らの支援を目的として「年越し派遣村」が設置された（2009年1月5日まで）。
- 1995年から鉄道フェスティバルの会場となっている。

## 日比谷公園（町名）
日比谷公園の区域には、1967年（昭和42年）4月、住居表示に関する法律に基づく住居表示が実施され、「千代田区日比谷公園」が正式の町名となっている。「丁目」の設定はなく、全域が日比谷公園1番街区である。主な施設の住所は、日比谷公会堂と市政会館が日比谷公園1番3号、日比谷図書文化館が同1番4号、公園事務所が同1番6号である。1番1号、1番2号、1番5号は公園内に所在するレストラン、結婚式場等の住所になっている。

## アクセス
地下に有料駐車場を備える。
公共交通機関では、公園の四方に鉄道駅がある。霞ケ関駅（東京メトロ丸ノ内線・千代田線）、日比谷駅（東京メトロ日比谷線・千代田線および都営地下鉄三田線）が最寄り。このほかJR有楽町駅や東京メトロ銀座線虎ノ門駅から徒歩圏内である。

## 周辺の施設
- 皇居外苑
- 帝国ホテル東京
- 日生劇場
- 東京電力ホールディングス本店
- JFEホールディングス本社
- 富国生命本社
- 中日新聞東京本社
- 法務省
- 厚生労働省
- 環境省
- 東京宝塚ビル
- 帝国劇場
- 警視庁 丸の内警察署